# Liste der Monuments historiques in Belle-Église
Die Liste der Monuments historiques in Belle-Église führt die Monuments historiques in der französischen Gemeinde Belle-Église auf.

## Liste der Bauwerke
| Bezeichnung               | Beschreibung | Standort                                                                       | Kennzeichnung | Schutzstatus | Datum | Bild |
| ------------------------- | --- | ------------------------------------------------------------------------------ | ------------- | ------------ | ----- | ---- |
| Archäologischer Fundplatz | Gallo-römische Villa, 1. bis 4. Jahrhundert, karolingerzeitliche Mühle und Siedlung, bis zum 10. Jahrhundert belegt | südlich des Ortes (Le Marais); auch auf dem Gebiet der Gemeinde Chambly (Lage) | PA60000004    | Inscrit      | 1997  |      |

## Liste der Objekte
| Bezeichnung | Beschreibung                        | Standort                       | Kennzeichnung | Schutzstatus | Datum | Bild           |
| --- | ----------------------------------- | ------------------------------ | ------------- | ------------ | ----- | -------------- |
| Skulptur Christus am Kreuz | Holz, bemalt, 15. Jahrhundert       | in der Kirche St-Martin (Lage) | PM60000298    | Classé       | 1912  |                |
| Weihwasserbecken mit zwei Weihwasserwedeln (verschwunden) | Kupfer, 16. Jahrhundert             | in der Kirche St-Martin (Lage) | PM60000299    | Classé       | 1912  |                |
| Zelebrantenstuhl | Holz, 16. Jahrhundert               | in der Kirche St-Martin (Lage) | PM60000301    | Classé       | 1912  |                |
| Skulptur Madonna und Kind | Stein, 16. Jahrhundert              | in der Kirche St-Martin (Lage) | PM60000303    | Classé       | 1960  |                |
| Zwei Leuchter | Kupfer, Ende des 16. Jahrhunderts   | in der Kirche St-Martin (Lage) | PM60000304    | Classé       | 1960  |                |
| Drei Bleiglasfenster (Nr. 1 bis 3): Verkündigung, der heilige Nikolaus mit drei Kindern im Salzfass und die heilige Magdalena, die einen Stifter präsentiert | 16. Jahrhundert                     | in der Kirche St-Martin (Lage) | PM60000297    | Classé       | 1905  | weitere Bilder |
| Ölgemälde Le Massacre des triumvirs | Ende des 16. Jahrhunderts           | in der Kirche St-Martin (Lage) | PM60000302    | Classé       | 1912  |                |
| Gitter des Schlosses in Saint-Just | Schmiedeeisen, 18. Jahrhundert      | in der Kirche St-Martin (Lage) | PM60000305    | Classé       | 1960  |                |
| Bleiglasfenster Nr. 5: Krönung Mariens | Erstes Drittel des 13. Jahrhunderts | in der Kirche St-Martin (Lage) | PM60000296    | Classé       | 1912  |                |
| Acht geschnitzte Tafeln | Holz, um 1500                       | in der Kirche St-Martin (Lage) | PM60000300    | Classé       | 1912  |                |
| Taufbecken | Kalkstein, 17. Jahrhundert          | in der Kirche St-Martin (Lage) | PM60004809    | Inscrit      | 2007  |                |
| Ölgemälde Sainte Geneviève rendant la vue à sa mère | 17. Jahrhundert                     | in der Kirche St-Martin (Lage) | PM60005016    | Inscrit      | 2012  |                |
| Ölgemälde Himmelfahrt Mariens | 18. Jahrhundert                     | in der Kirche St-Martin (Lage) | PM60005017    | Inscrit      | 2012  |                |